# Hendrik Houwens Post
Hendrik Houwens Post (Soerakarta, 18 september 1904 – Utrecht, 1 september 1986) was een Nederlands romanist, buitengewoon hoogleraar Portugees te Utrecht.

## Biografie
Houwens Post is in het toenmalige Nederlands-Indië geboren, maar heeft in Nederland lager en voortgezet onderwijs gevolgd. Terwijl zijn ouders in Nederlands-Indië bleven, woonde hij in bij een Nederlands pleeggezin. Op het gymnasium in Winschoten had hij als leraar Frans Sybrandi Braak, die hem enthousiasmeerde voor de Franse literatuur: "Was het eigenlijk wel anders mogelijk voor velen van zijn oud-leerlingen dan Frans of Romaanse talen te gaan studeren? Dat was de invloed van Braak. Wat die man aanraakte werd levend." schreef Houwens Post in zijn aan Braak gewijde in memoriam. Na zijn eindexamen in 1923 ging hij aan de universiteit van Groningen romanistiek studeren. Deze studie sloot hij af in 1929 en in 1932 promoveerde hij bij K. Sneijders de Vogel op een proefschrift getiteld: La société des nations de l'Abbé de Saint-Pierre.
Houwens Post is daarna op verschillende plaatsen, zowel in Nederland als in Nederlands-Indië, leraar Frans geweest, maar dit beroep beviel hem slecht. Hij ging daarom in 1936 Indisch Recht studeren, in de hoop daarmee in Indonesië een andersoortige baan te krijgen. In 1940 werd hij meester in de rechten, maar vanwege de Tweede Wereldoorlog was het voor hem toen niet meer mogelijk naar Indonesië te gaan. Tijdens de oorlog heeft hij een Nederlandse vertaling gemaakt van Nostradamus' profetieën, en verder legde hij zich toe op de bestudering van het Portugees.
In 1948 werd Houwens Posts verzoek om privaat-docent Portugees aan de universiteit van Utrecht te mogen worden, ingewilligd. Drie jaar later werd door de hispanoloog C.F.A. van Dam op de Drift in Utrecht het Spaans Instituut opgericht; dit werd korte tijd later het Spaans, Portugees en Ibero-Amerikaans Instituut, en hier kreeg Houwens Post in 1957 een aanstelling als lector en bijzonder hoogleraar Portugees. Hij bleef hier tot zijn emeritaat in 1974. Hij gaf gedurende deze jaren ook colleges Portugees aan de universiteit van Wageningen.
Houwens Post voelde zich geroepen het werk van Luís de Camões te propageren. Hij identificeerde zich sterk met deze zestiende-eeuwse Portugese dichter. B.N.Teensma vermeldt in zijn levensbericht dat men van Houwens Post vertelde dat hij geloofde in een eerder leven in Portugal te hebben geleefd, en Camões te hebben ontmoet. Aan deze dichter wijdde Houwens Post een biografie, en zijn Ex-libris bevatte een afbeelding van Luís de Camões.

## Publicaties in boekvorm
- 1932: La société des nations de l'Abbé de Saint-Pierre. Proefschrift.
- 1940: Bergson. De philosophie der intuitie.
- 1941: Montesquieu en de Westerse geest.
- 1941: Profetieën van Nostradamus. Vertaling, onder het pseudoniem "W.L. Vreede" verschenen.
- 1947: Het leven van den vernuftigen ridder Don Miguel de Cervantes Saavedra.
- 1948: Culturele stromingen en intellectuele invloeden der Renaissance in het werk van Luis de Camões. Openingsrede bij de aanvaarding van zijn privaat-docentschap.
- 1950: Het heroïeke leven van Luís Vaz de Camoëns, Portugees renaissancedichter en avonturier, 1524-1580.
- 1953: Het Portugese werkwoord. Lijst van vervoegde Portugese werkwoorden.
- 1957: Het Portugees van Brazilië"". Inaugurele rede bij zijn aantreden als buitengewoon hoogleraar in Utrecht.
- 1958: Gesproken Portugees. Handboekje voor de moderne Portugese omgangstaal.
- 1961: Meesters der Braziliaanse vertelkunst. Bijeengebracht en vertaald door H. Houwens Post.

Er bestaan verder onuitgegeven manuscripten van hem, o.a. een Franstalige roman, getiteld Félicien van Ranelagh, européen, een uitvoerige wetenschappelijke grammatica van het Portugees waar hij 10 jaar aan gewerkt had maar die niemand wilde publiceren, alsook een Franse vertaling van Hugo de Groots De jure praedae, getiteld Le droit de prise (1936).